# NGC 7010
NGC 7010 este o galaxie eliptică situată în constelația Vărsătorul. A fost descoperită în 6 august 1823 de către John Herschel. Se află la o distanță de 118,17 megaparseci de Pământ.